# Goiabada

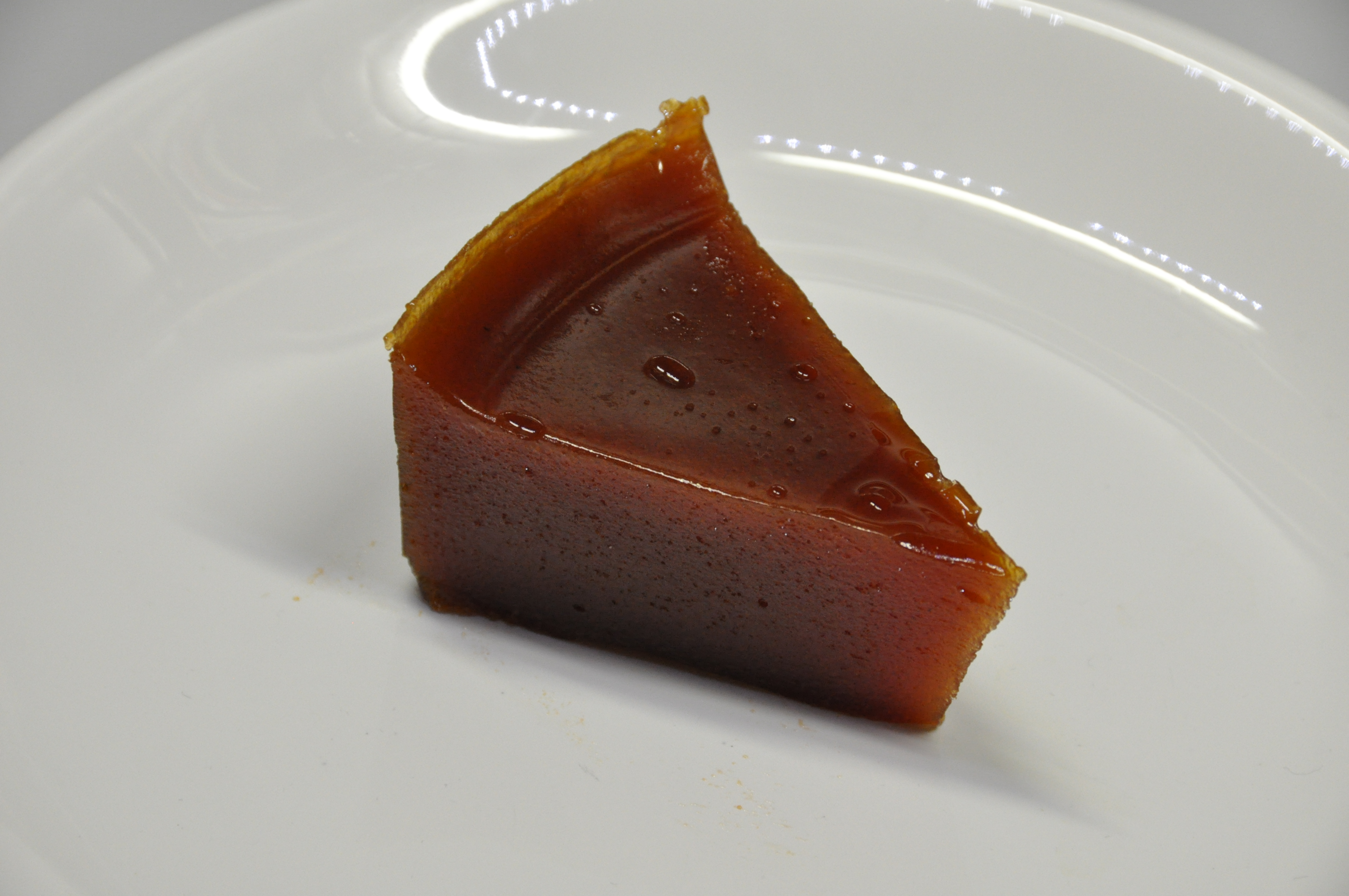
Rebana de Goiabada.

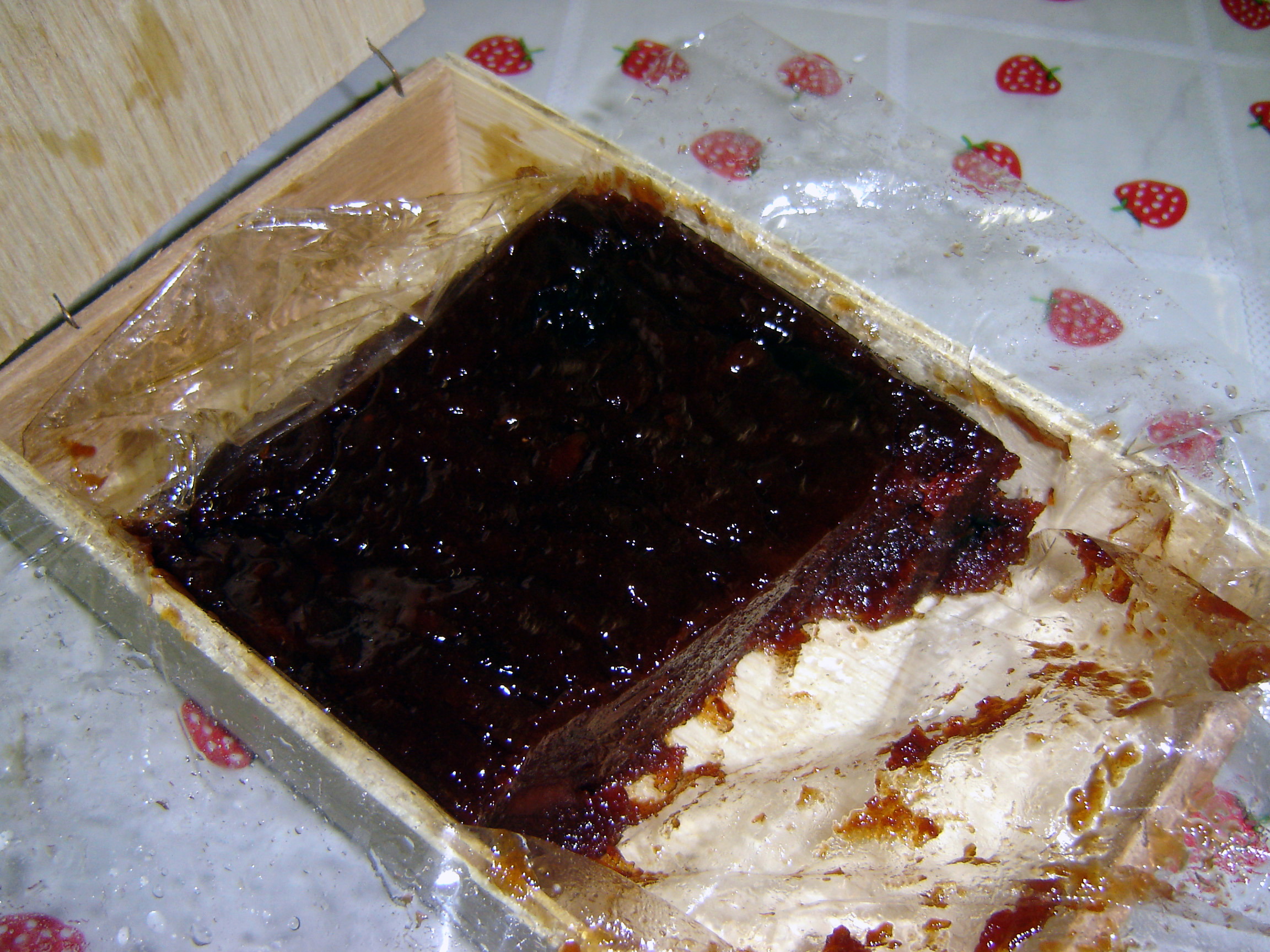
Goiabada en sus típicas cajas de madera.

La goiabada o pasta de guayaba es un dulce tradicional de la cocina brasileña de consistencia fuerte que está preparado principalmente con la fruta de la guayaba (goiaba), agua y azúcar. Se suele presentar a los consumidores con un aspecto artesanal en cajas de madera, por el contrario la forma industrializada se suele vender en cajas redondas. Suele comerse con el Queijo Minas Frescal, en una combinación conocida como "Romeu e Julieta" (Romeo y Julieta), tradicional de la repostería brasileña.

## Costumbres
La combinación de "goiabada e queijo" (goiabada y queso) deriva de influencia búlgara. La receta de queso cremoso es la misma que hacen en Bulgaria y esto puede ser debido a la llegada de inmigrantes venidos de esta parte de Europa.